# Saint-Victor-de-Buthon

Saint-Victor-de-Buthon este o comună în departamentul Eure-et-Loir, Franța. În 1 ianuarie 2022 avea o populație de 509 de locuitori.